# Massimiliano I del Messico
Massimiliano I del Messico (Ferdinando Massimiliano d'Asburgo-Lorena; Vienna, 6 luglio 1832 – Santiago de Querétaro, 19 giugno 1867) è stato un membro della Casa d'Asburgo, principe imperiale e arciduca d'Austria.
Con l'appoggio di Napoleone III di Francia (al potere tra 1848 e 1870) e di gruppi conservatori messicani, venne proclamato imperatore del Messico il 10 aprile 1864, ma molti governi stranieri (e buona parte degli stessi messicani) rifiutarono di riconoscere il suo governo. Nel 1867 venne fucilato dagli oppositori repubblicani. Questo evento colpì fortemente il pittore francese Manet, che gli dedicò il celebre dipinto L'esecuzione dell'imperatore Massimiliano.

## Biografia

### Infanzia
Nacque nel Palazzo di Schönbrunn, a Vienna, secondo figlio dell'arciduca Francesco Carlo d'Asburgo-Lorena e della principessa Sofia di Baviera. Mentre a lui spettò il titolo di Principe Imperiale e Arciduca d'Austria, Principe Reale di Ungheria e Boemia, suo fratello Francesco Giuseppe divenne imperatore d'Austria e Re d'Ungheria. Dotato di particolare intelligenza, mostrò particolare propensione per le arti e un fervente interesse per le scienze e, segnatamente, per la botanica.

### Promotore della flotta da guerra austriaca
Affascinato dalla marina militare, intraprese la carriera militare, raggiungendo presto alti gradi di ufficiale e intervenendo profondamente nel rinnovamento del porto di Trieste e nella costituzione della flotta dell'Impero austriaco, con cui l'ammiraglio Wilhelm von Tegetthoff, alcuni anni più tardi, avrebbe vinto sull'ammiraglio Carlo Pellion di Persano la battaglia di Lissa, nel corso della terza guerra di indipendenza.

### Matrimonio
Il 27 luglio 1857, Carlotta del Belgio e Massimiliano si sposarono a Bruxelles. Alla corte di Vienna, ella fu molto apprezzata da sua suocera Sofia di Baviera, che vedeva in lei l'esempio perfetto di moglie per un arciduca austriaco. Carlotta detestava la cognata, l'imperatrice Elisabetta (nota come Sissi, la moglie di Francesco Giuseppe I d'Austria, fratello maggiore del marito). Si diceva che all'arciduchessa non piacesse il profondo legame esistente tra l'imperatrice e Massimiliano, che erano confidenti e condividevano lo stesso gusto per molte cose, specialmente perché sua cognata era universalmente ammirata per la sua bellezza e fascino.

### Governatore del Regno Lombardo-Veneto
Particolarmente influenzato dalle idee progressiste in voga all'epoca, si fece una reputazione da "liberale" che lo aiutò a divenire, nel febbraio 1857, viceré del Lombardo-Veneto, in sostituzione del vecchio feldmaresciallo Radetzky che, per nove anni governatore generale, aveva dominato da vero autocrate il regno. Avvenuto il trapasso, il 10 marzo 1857, il fratello dell'imperatore giunse a Milano nel settembre successivo. Comandante generale del Regno fu nominato Ferenc Gyulay.
Massimiliano era portatore di una nuova amnistia, del ritorno all'amministrazione civile e, soprattutto, offriva un volto meno inviso di quello del suo predecessore, tanto da fare temere per un momento a Cavour che l'Impero austriaco potesse uscire dal "vicolo cieco" nel quale Francesco Giuseppe e Radetzky l'avevano cacciato. Ma Massimiliano, sicuramente ben intenzionato, non recava né autonomia né libertà, e così l'Austria perdette l'occasione per una pace duratura.

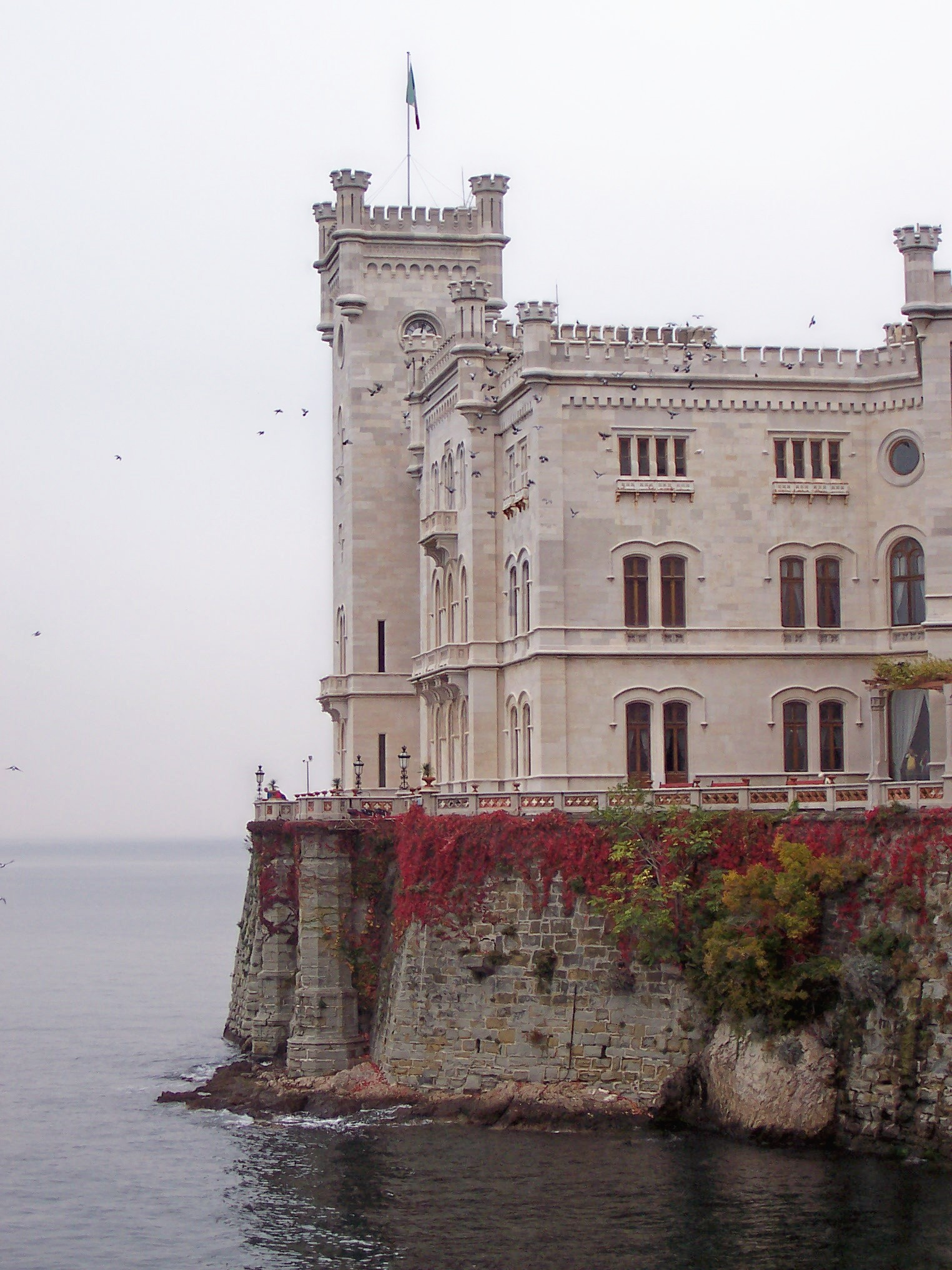
Il castello di Miramare, ove soggiornarono Massimiliano e Carlotta del Belgio

Quasi tutte le volte che l'arciduca tentò di riprendere l'iniziativa politica, attraverso rinnovati investimenti pubblici, ovvero con la costituzione di commissioni consultive cui partecipò parte della intellighenzia del regno (Cantù, Pasini, Jacini, e altri) che prefiguravano una maggiore autonomia amministrativa, egli si scontrò (e perse) con la volontà di Vienna e del fratello Francesco Giuseppe.
L'anno successivo, nel 1859, l'armata austriaca, affidata a Ferenc Gyulay, affrontò una nuova guerra contro il Regno di Sardegna assistito, questa volta, da un nuovo e grande alleato, la Francia di Napoleone III, da cui venne sconfitta. L'Impero austriaco perdette la Lombardia e Francesco Giuseppe non poté opporsi alla successiva occupazione piemontese di Parma, Modena, Toscana, Bologna e, l'anno dopo, di Marche e Umbria. Inoltre nulla poté fare contro la spedizione dei Mille.

### Dal ritiro all'offerta della corona del Messico

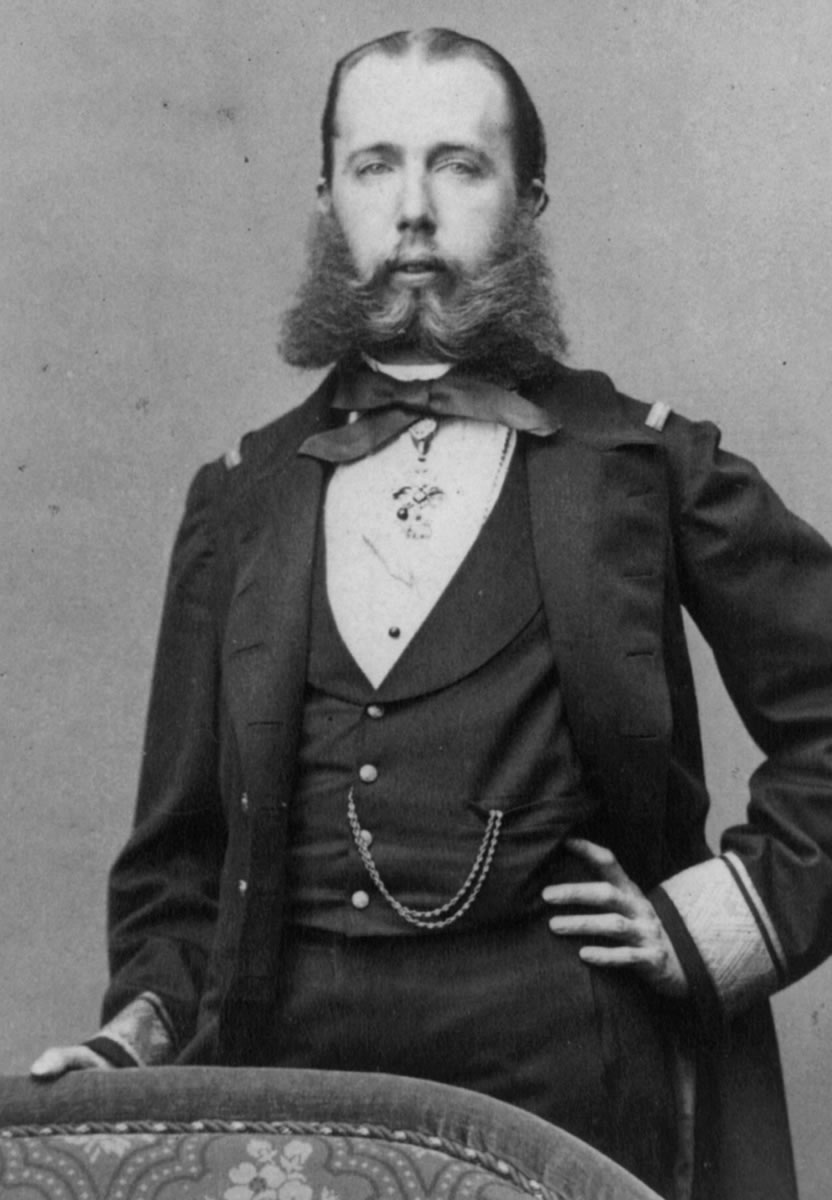
Massimiliano fotografato nel 1858

Concluso il conflitto contro il Regno di Sardegna, nel 1859 Massimiliano fu congedato dal suo incarico di Viceré del Lombardo-Veneto, e con la moglie si ritirò a vita privata: soggiornarono principalmente a Trieste, dove fecero costruire il Castello di Miramare.
Nel 1859 Massimiliano venne dapprima avvicinato da membri della nobiltà messicana guidati dal nobile messicano José Pablo Martinez del Rio con la proposta di diventare Imperatore del Messico, proposta allettante in quanto era improbabile una sua ascesa al governo di uno stato europeo a causa di suo fratello Francesco Giuseppe. Inizialmente non accettò, ma con la scusa della sua passione per la botanica partì per una spedizione scientifica alla volta del sud America nelle foreste del Brasile (1861).
Nel frattempo, tuttavia, era scoppiata la guerra civile americana e l'imperatore dei Francesi Napoleone III ne aveva profittato per intervenire in Messico: il generale Forey prese Città del Messico e un plebiscito (di dubbia natura giuridica, se si considera che avvenne mentre le truppe francesi occupavano militarmente Città del Messico) confermò la caduta del Presidente in carica, Benito Juárez, e la proclamazione dell'Impero.
In considerazione degli indubbi meriti guadagnati come governatore del Lombardo-Veneto e dell'evidente disagio maturato con il fratello imperatore, Massimiliano parve il candidato ideale alla instaurazione di una monarchia moderata. Accettò la corona nel 1863. Francesco Giuseppe, che venne a conoscenza dei piani del fratello solo poco prima della partenza, si vendicò, imponendogli la perdita di tutti i titoli che a lui competevano presso la casa regnante austriaca.
Massimiliano salpò per il Messico assieme alla moglie dal castello di Miramare il 14 aprile 1864 a bordo del Novara.

### Imperatore del Messico

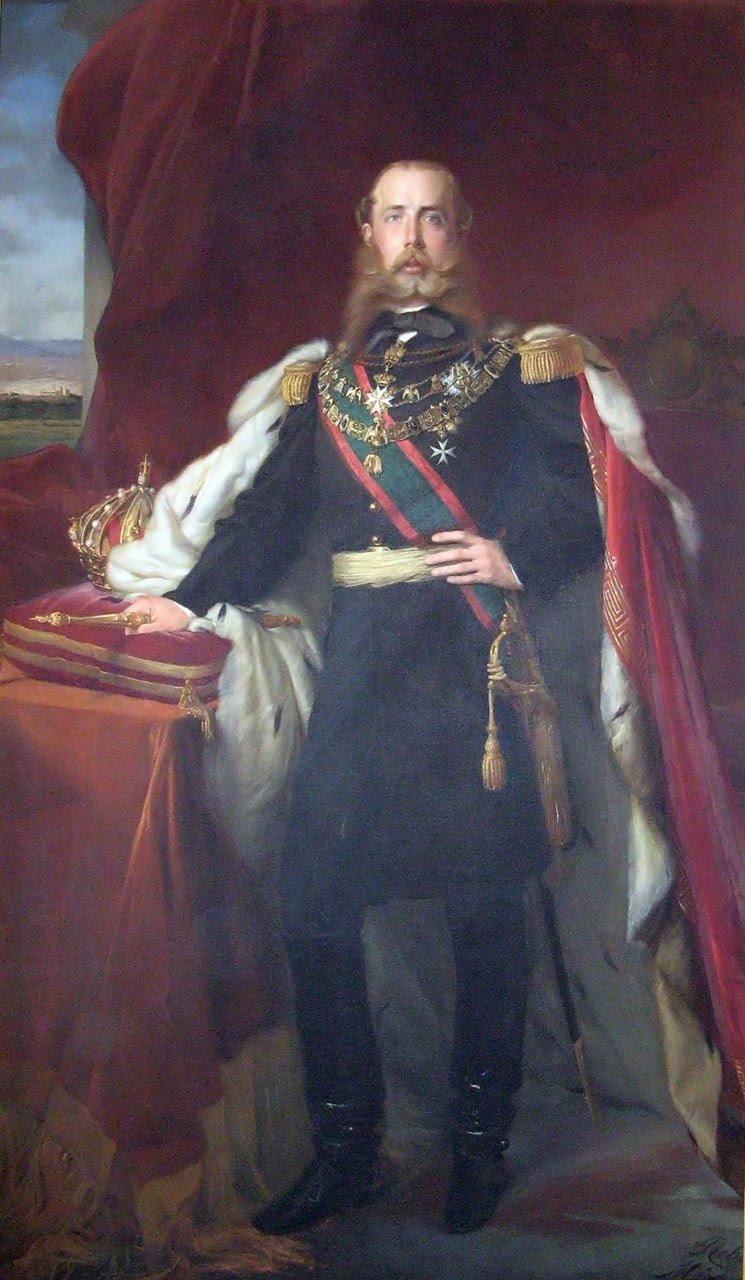
Massimiliano I d'Asburgo-Lorena, imperatore del Messico ritratto da Franz Xaver Winterhalter nel 1865 circa, Castello di Chapultepec

Massimiliano sbarcò a Veracruz il 28 maggio 1864, ma fin dall'inizio si trovò coinvolto in serie difficoltà con i liberali messicani, capeggiati dallo Juárez, che rifiutarono di riconoscerlo e continuarono a combattere le truppe francesi. L'Imperatore e l'Imperatrice Carlotta scelsero quale residenza il Castello di Chapultepec, sulla collina che sovrasta Città del Messico e che era stato rifugio degli antichi sovrani aztechi. Massimiliano, inoltre, fece costruire una larga strada che da Chapultepec raggiungeva il centro della città; in origine chiamata El Paseo de la Emperatriz ("Strada dell'Imperatrice"), è oggi nota come Paseo de la Reforma ("Viale della Riforma").
Poiché Massimiliano e Carlotta non avevano figli, adottarono Agustín de Iturbide y Green e suo cugino Salvador de Iturbide y Marzán, entrambi nipoti di Agustin I, che aveva brevemente regnato quale Imperatore del Messico nel 1820. Ad Agustín venne assegnato il titolo di "Sua Altezza, il Principe di Iturbide" e venne proclamato erede al trono. Con disappunto degli alleati conservatori, Massimiliano adottò molte delle politiche liberali proposte dall'amministrazione Juárez, come la riforma terriera, la libertà di religione e l'estensione del diritto di voto alle classi contadine. Massimiliano dapprima offrì a Juarez l'amnistia se si fosse alleato alla "corona", quindi, al suo rifiuto, ordinò la fucilazione di tutti i suoi sostenitori arrestati: si trattò tuttavia di un grave errore tattico che ebbe il solo risultato di esacerbare gli oppositori al suo regime.
In Messico, Massimiliano fu membro di una loggia massonica di Rito scozzese antico ed accettato, e raggiunse il diciottesimo grado. Il 27 dicembre 1865, il Supremo Consiglio del Grande Oriente del Messico, appena formato, offrì a Massimiliano il titolo di Sovrano Gran Commendatore, ma egli rifiutò.

### Fine di un fragile impero

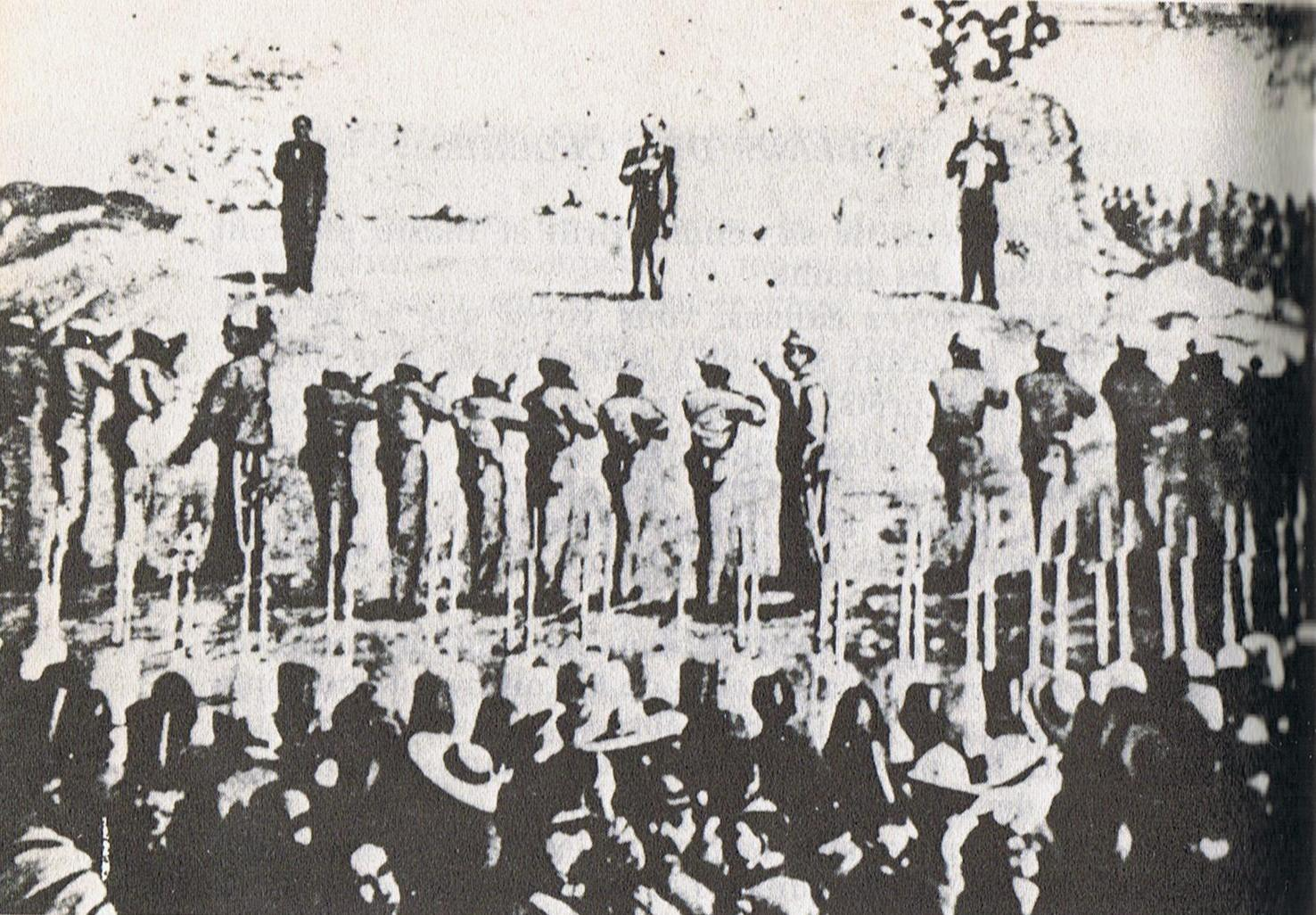
Rara foto dell'esecuzione di Massimiliano

Dopo la fine della guerra di secessione americana (26 maggio 1865), gli Stati Uniti cominciarono a rifornire di armi i repubblicani giacché, dal 1866, l'abdicazione di Massimiliano, almeno al di fuori del Messico, sembrava ormai cosa fatta. Massimiliano, di converso, stava tentando di arruolare, per il suo esercito, ufficiali dell'Esercito statunitense (in particolare generali) da contrapporre alle forze di Benito Juárez. Tra questi, ormai quasi convinto ad accettare, vi era anche George Armstrong Custer.
Nello stesso 1866, inoltre, Napoleone III, di fronte alla resistenza messicana e all'opposizione degli Stati Uniti (derivante dalla cosiddetta Dottrina Monroe), ritirò le sue truppe. L'Imperatrice Carlotta tornò in Europa per cercare appoggi al regime del marito dapprima a Parigi, poi a Vienna e a Roma dal Papa Pio IX, ma i suoi sforzi fallirono e, a causa di un profondo collasso emozionale (taluni parlano di infermità mentale), non rientrò in Messico. Dopo un breve periodo di tempo trascorso al Castelletto nel parco del Castello Miramare di Trieste, fu ricondotta in Belgio, dove visse al Castello di Bouchout a Meise sino alla morte (avvenuta il 19 gennaio 1927).
Nonostante l'abbandono del Messico da parte dello stesso Napoleone III, il cui ritiro fu un duro colpo per la causa imperiale, Massimiliano si rifiutò di abbandonare a sua volta i suoi sostenitori e, ritiratosi nel febbraio 1867 a Santiago de Querétaro, vi sostenne un assedio durato alcune settimane. L'11 maggio l'imperatore Massimiliano decise di tentare una fuga attraverso le linee nemiche, ma venne intercettato e, oltre ad essere detronizzato in data 15 maggio, fu sottoposto a una corte marziale, condannato alla fucilazione.
Molti sovrani d'Europa e altre preminenti figure (tra cui Victor Hugo e Giuseppe Garibaldi) inviarono messaggi e lettere in Messico affinché fosse risparmiata la vita a Massimiliano, ma Juárez rifiutò di commutare la sentenza, ritenendo che fosse necessario inviare il segnale che il Messico non avrebbe mai più tollerato governi imposti da potenze straniere. In particolare, si rifiutò di intervenire il "padrino politico" di Juárez, ovvero il presidente statunitense Andrew Johnson, il quale volle dare una manifesta riaffermazione della Dottrina Monroe.

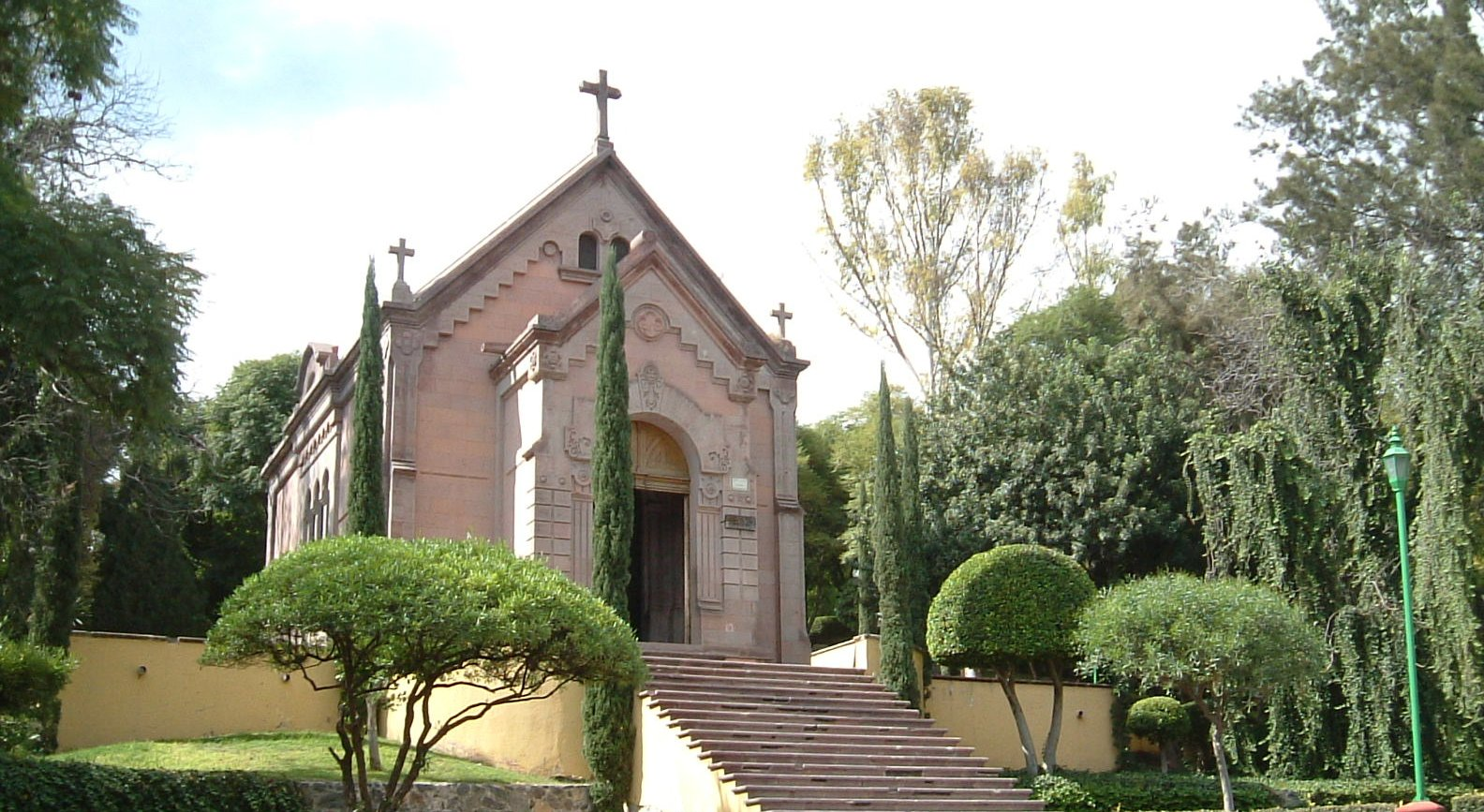
Cappella commemorativa di Massimiliano a Santiago de Querétaro

La sentenza venne eseguita il 19 giugno 1867 da un plotone di esecuzione composto da sette unità; insieme con Massimiliano vennero fucilati i generali Miguel Miramón e Tomás Mejía. Il corpo di Massimiliano I venne imbalsamato ed esposto in Messico, dove lo andò a vedere anche Juárez. In seguito fu ricondotto l'anno successivo a Trieste a bordo della stessa fregata su cui aveva fatto il viaggio del 1864. Fu da lì trasportato a Vienna e sepolto nella Cripta Imperiale.

## Influenze culturali, citazioni ed omaggi

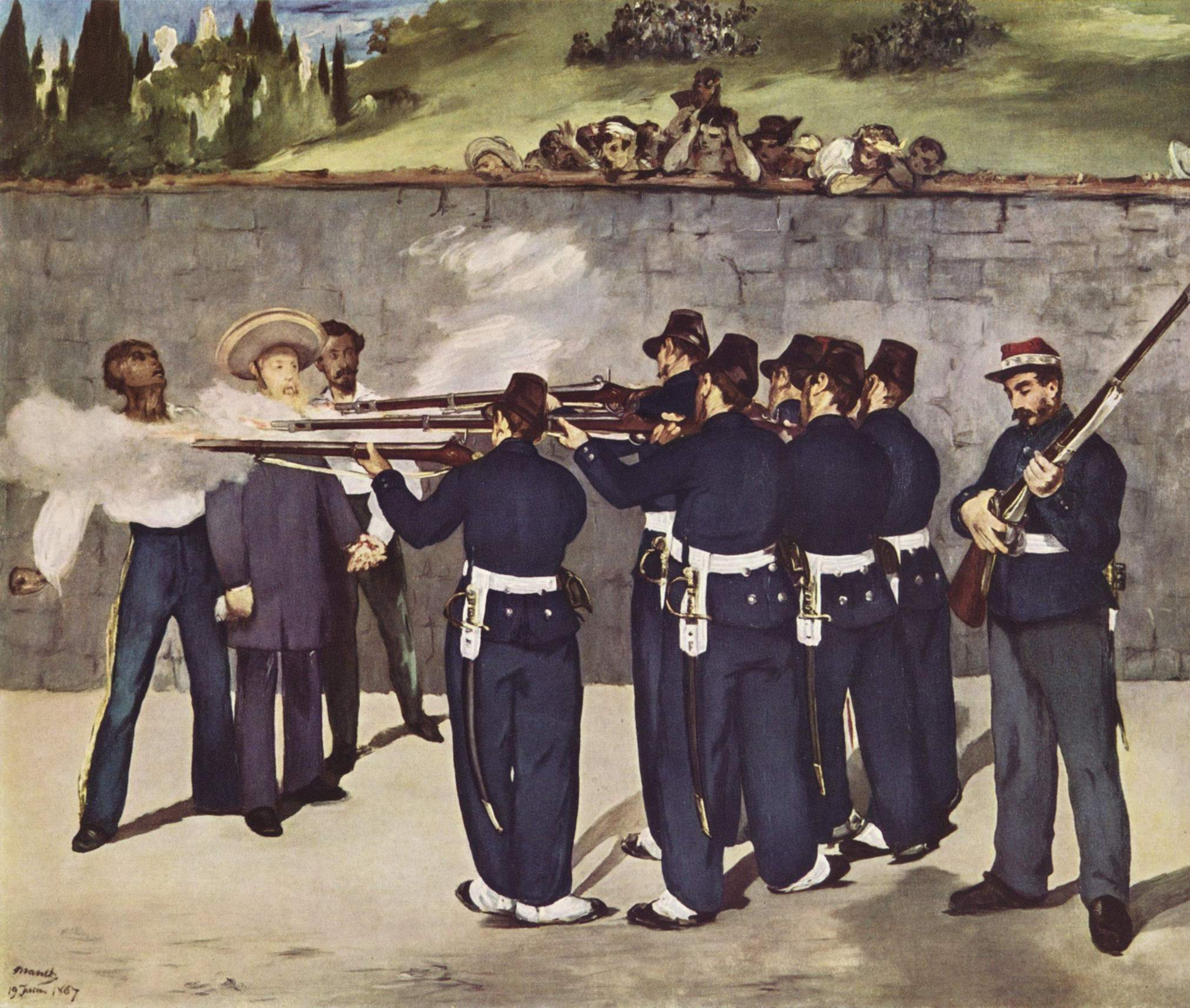
L'esecuzione dell'imperatore Massimiliano di Édouard Manet.

- Il pittore Édouard Manet, sconvolto dalla notizia della fucilazione, dipinse quattro tele con questo soggetto, delle quali, la più celebre è L'esecuzione dell'imperatore Massimiliano. Ritenendo che Massimiliano fosse stato abbandonato dalle potenze europee e in particolare da Napoleone III, ritrasse i componenti del plotone di esecuzione con la divisa dell'esercito francese e all'ufficiale in secondo piano dietro al plotone diede un volto simile a quello di Napoleone III.
- In suo onore, nel 1867, Franz Liszt scrisse una marcia funebre inserita al nº 6 del Terzo Anno delle suite Années de Pèlerinage (Anni del Pellegrinaggio), pubblicate dall'artista nel 1883.
- Sempre in suo onore il poeta Giosuè Carducci scrisse la poesia Miramar, nella quale viene ricordata la triste vicenda di Massimiliano e di Carlotta.
- Nell'albo di Tex n. 439 Il segreto dell'imperatore, la Banda degli Irlandesi, capitanata da Shane O'Donnell, ha come obbiettivo il furto del tesoro di Massimiliano sorvegliato in un fortino messicano.
- Nel film Vera Cruz (1954) di Robert Aldrich, Massimiliano d'Asburgo è rappresentato secondo lo stereotipo del tiranno vanesio e arrogante.

## Nell'arte
- L'esecuzione dell'imperatore Massimiliano, olio su tela di Manet

## Nei media
- Il conquistatore del Messico, film del 1939 diretto da William Dieterle
- Vera Cruz, film del 1954 diretto da Robert Aldrich, in cui la parte di Massimiliano è affidata all'attore americano George Macready
- A Rainha Louca, telenovela brasiliana incentrata su Massimiliano (interpretato da Rubens de Falco) e Carlotta

## Ascendenza
|                                  |                                            |                                          | Genitori                                        |  |  | Nonni |  |  | Bisnonni                   |  |  | Trisnonni             |  |
|                                  |                                            |                                          |                                                 |  |  |       |  |  | Pietro Leopoldo di Toscana |  |  | Francesco I di Lorena |  |
|                                  |                                            |                                          |                                                 |  |  |       |  |  | Pietro Leopoldo di Toscana |  |  | Francesco I di Lorena |  |
|                                  |                                            | Maria Teresa d'Austria                   |                                                 |  |  |       |  |  | Pietro Leopoldo di Toscana |  |  |                       |  |
| Francesco II d'Asburgo-Lorena    |                                            |                                          |                                                 |  |  |       |  |  | Pietro Leopoldo di Toscana |  |  |                       |  |
|                                  |                                            | Maria Ludovica di Borbone-Spagna         | Carlo III di Spagna                             |  |  |       |  |  |                            |  |  |                       |  |
|                                  |                                            | Maria Ludovica di Borbone-Spagna         | Carlo III di Spagna                             |  |  |       |  |  |                            |  |  |                       |  |
|                                  |                                            | Maria Ludovica di Borbone-Spagna         | Maria Amalia di Sassonia                        |  |  |       |  |  |                            |  |  |                       |  |
| Francesco Carlo d'Asburgo-Lorena |                                            | Maria Ludovica di Borbone-Spagna         |                                                 |  |  |       |  |  |                            |  |  |                       |  |
|                                  |                                            | Ferdinando I delle Due Sicilie           | Carlo III di Spagna                             |  |  |       |  |  |                            |  |  |                       |  |
|                                  |                                            | Ferdinando I delle Due Sicilie           | Carlo III di Spagna                             |  |  |       |  |  |                            |  |  |                       |  |
|                                  |                                            | Ferdinando I delle Due Sicilie           | Maria Amalia di Sassonia                        |  |  |       |  |  |                            |  |  |                       |  |
| Maria Teresa di Borbone-Napoli   |                                            | Ferdinando I delle Due Sicilie           |                                                 |  |  |       |  |  |                            |  |  |                       |  |
|                                  |                                            | Maria Carolina d'Asburgo-Lorena          | Francesco Stefano di Lorena                     |  |  |       |  |  |                            |  |  |                       |  |
|                                  |                                            | Maria Carolina d'Asburgo-Lorena          | Francesco Stefano di Lorena                     |  |  |       |  |  |                            |  |  |                       |  |
|                                  |                                            | Maria Carolina d'Asburgo-Lorena          | Maria Teresa d'Austria                          |  |  |       |  |  |                            |  |  |                       |  |
| Massimiliano I del Messico       |                                            | Maria Carolina d'Asburgo-Lorena          |                                                 |  |  |       |  |  |                            |  |  |                       |  |
|                                  | Federico Michele di Zweibrücken-Birkenfeld | Cristiano III del Palatinato-Zweibrücken |                                                 |  |  |       |  |  |                            |  |  |                       |  |
|                                  | Federico Michele di Zweibrücken-Birkenfeld | Cristiano III del Palatinato-Zweibrücken |                                                 |  |  |       |  |  |                            |  |  |                       |  |
|                                  | Federico Michele di Zweibrücken-Birkenfeld | Carolina di Nassau-Saarbrücken           |                                                 |  |  |       |  |  |                            |  |  |                       |  |
| Massimiliano I di Baviera        | Federico Michele di Zweibrücken-Birkenfeld |                                          |                                                 |  |  |       |  |  |                            |  |  |                       |  |
|                                  |                                            | Maria Francesca di Sulzbach              | Giuseppe Carlo del Palatinato-Sulzbach          |  |  |       |  |  |                            |  |  |                       |  |
|                                  |                                            | Maria Francesca di Sulzbach              | Giuseppe Carlo del Palatinato-Sulzbach          |  |  |       |  |  |                            |  |  |                       |  |
|                                  |                                            | Maria Francesca di Sulzbach              | Elisabetta Augusta Sofia del Palatinato-Neuburg |  |  |       |  |  |                            |  |  |                       |  |
| Sofia di Baviera                 |                                            | Maria Francesca di Sulzbach              |                                                 |  |  |       |  |  |                            |  |  |                       |  |
|                                  |                                            | Carlo Luigi di Baden                     | Carlo Federico di Baden                         |  |  |       |  |  |                            |  |  |                       |  |
|                                  |                                            | Carlo Luigi di Baden                     | Carlo Federico di Baden                         |  |  |       |  |  |                            |  |  |                       |  |
|                                  |                                            | Carlo Luigi di Baden                     | Carolina Luisa d'Assia-Darmstadt                |  |  |       |  |  |                            |  |  |                       |  |
| Carolina di Baden                |                                            | Carlo Luigi di Baden                     |                                                 |  |  |       |  |  |                            |  |  |                       |  |
|                                  |                                            | Amalia d'Assia-Darmstadt                 | Luigi IX d'Assia-Darmstadt                      |  |  |       |  |  |                            |  |  |                       |  |
|                                  |                                            | Amalia d'Assia-Darmstadt                 | Luigi IX d'Assia-Darmstadt                      |  |  |       |  |  |                            |  |  |                       |  |
|                                  |                                            | Amalia d'Assia-Darmstadt                 | Carolina del Palatinato-Zweibrücken-Birkenfeld  |  |  |       |  |  |                            |  |  |                       |  |
|                                  |                                            | Amalia d'Assia-Darmstadt                 |                                                 |  |  |       |  |  |                            |  |  |                       |  |